# Fredrik Stenman
Fredrik Stenman (2 de junho de 1983) é um ex-futebolista sueco.
Representou a seleção sueca na Copa do Mundo de 2006.